# Edward Leigh (politico)
Sir Edward Leigh (Londra, 20 luglio 1950) è un avvocato e politico britannico, membro del partito Conservatore.

## Biografia
Educato al Lycée Français de Londres, fu poi istruito presso dell'università di Durham, gli venne conferito il baccellierato in arti.
In occasione delle elezioni generali nel Regno Unito del 1983 fu eletto alla camera dei Comuni per il collegio di Gainsborough, nel nord dello Lincolnshire. Tuttora Leigh rappresenta quel collegio elettorale. Eletto anche nelle elezioni generali del 2024, è diventato padre della camera dei Comuni.

## Onorificenze
Membro del Privy Council dal 2019, gli è conferito il trattamento di the Right Honourable oltre a Sir.

Le armi della famiglia Leigh

## Ascendenza
|                             |                    |                                     | Genitori                             |  |  | Nonni |  |  | Bisnonni      |  |  | Trisnonni     |  |
|                             |                    |                                     |                                      |  |  |       |  |  | Egerton Leigh |  |  | Egerton Leigh |  |
|                             |                    |                                     |                                      |  |  |       |  |  | Egerton Leigh |  |  | Egerton Leigh |  |
|                             |                    | Lydia Rachel Wright                 |                                      |  |  |       |  |  | Egerton Leigh |  |  |               |  |
| Cecil Egerton Leigh         |                    |                                     |                                      |  |  |       |  |  | Egerton Leigh |  |  |               |  |
|                             |                    | Violet Cecil May Tippinge           | Alfred Tippinge                      |  |  |       |  |  |               |  |  |               |  |
|                             |                    | Violet Cecil May Tippinge           | Alfred Tippinge                      |  |  |       |  |  |               |  |  |               |  |
|                             |                    | Violet Cecil May Tippinge           | Flora Louisa Calvert                 |  |  |       |  |  |               |  |  |               |  |
| Neville Egerton Leigh       |                    | Violet Cecil May Tippinge           |                                      |  |  |       |  |  |               |  |  |               |  |
|                             |                    | Henry Durell Barnes                 | Henry Barnes                         |  |  |       |  |  |               |  |  |               |  |
|                             |                    | Henry Durell Barnes                 | Henry Barnes                         |  |  |       |  |  |               |  |  |               |  |
|                             |                    | Henry Durell Barnes                 | Julia Esther Le Vavasseur-dit-Durell |  |  |       |  |  |               |  |  |               |  |
| Gladys Durell Barnes        |                    | Henry Durell Barnes                 |                                      |  |  |       |  |  |               |  |  |               |  |
|                             |                    | Evelyn Hope Crole Wyndham           | Walter George Crole Wyndham          |  |  |       |  |  |               |  |  |               |  |
|                             |                    | Evelyn Hope Crole Wyndham           | Walter George Crole Wyndham          |  |  |       |  |  |               |  |  |               |  |
|                             |                    | Evelyn Hope Crole Wyndham           | Evelyn Mary Stewart                  |  |  |       |  |  |               |  |  |               |  |
| Edward Julian Egerton Leigh |                    | Evelyn Hope Crole Wyndham           |                                      |  |  |       |  |  |               |  |  |               |  |
|                             | Samuel Fitt Branch | Thomas McIntosh Branch              |                                      |  |  |       |  |  |               |  |  |               |  |
|                             | Samuel Fitt Branch | Thomas McIntosh Branch              |                                      |  |  |       |  |  |               |  |  |               |  |
|                             | Samuel Fitt Branch | Christian Brewster Young            |                                      |  |  |       |  |  |               |  |  |               |  |
| Cyril Denzil Branch         | Samuel Fitt Branch |                                     |                                      |  |  |       |  |  |               |  |  |               |  |
|                             |                    | Elizabeth Wilhelmina Jane Clinckett | Joseph Springham Clinckett           |  |  |       |  |  |               |  |  |               |  |
|                             |                    | Elizabeth Wilhelmina Jane Clinckett | Joseph Springham Clinckett           |  |  |       |  |  |               |  |  |               |  |
|                             |                    | Elizabeth Wilhelmina Jane Clinckett | Elizabeth Melville Homan             |  |  |       |  |  |               |  |  |               |  |
| Denise Branch               |                    | Elizabeth Wilhelmina Jane Clinckett |                                      |  |  |       |  |  |               |  |  |               |  |
|                             |                    | Henri Jules Maudet                  | Félix François Maudet                |  |  |       |  |  |               |  |  |               |  |
|                             |                    | Henri Jules Maudet                  | Félix François Maudet                |  |  |       |  |  |               |  |  |               |  |
|                             |                    | Henri Jules Maudet                  | Antonia Francine Morel               |  |  |       |  |  |               |  |  |               |  |
| Yvonne Maudet               |                    | Henri Jules Maudet                  |                                      |  |  |       |  |  |               |  |  |               |  |
|                             |                    | Clothilde Jeanne Doutre-Roussel     | Eugène Doutre-Roussel                |  |  |       |  |  |               |  |  |               |  |
|                             |                    | Clothilde Jeanne Doutre-Roussel     | Eugène Doutre-Roussel                |  |  |       |  |  |               |  |  |               |  |
|                             |                    | Clothilde Jeanne Doutre-Roussel     | Agnès Mathilde Jozan                 |  |  |       |  |  |               |  |  |               |  |
|                             |                    | Clothilde Jeanne Doutre-Roussel     |                                      |  |  |       |  |  |               |  |  |               |  |